# Wii 피트
Wii Fit는 닌텐도가 개발한 Wii용 게임 소프트웨어이다. 일본에서 2007년 12월 1일 먼저 발매했으며, 대한민국에서는 2008년 12월 6일에 발매되었으며 희망 소비자 가격은 98,000원이다.

## 개요
건강을 관리하는 게임 소프트로서 “헬스 팩”의 이름으로 시작된 “Wii Fit”는 미야모토 시게루를 중심으로 개발진에 의해서 개발되어 2007년 7월 11일에 미국 산타모니카에서 개최된 ‘E3’에서 명칭을 “Wii Fit”로 변경해, 전 세계를 향해 발표되었다. 일본 내에서는 2007년 10월 10일에 지바시에서 개최된 「닌텐도 컨퍼런스」에서 정식으로 발표되었다. 이 소프트웨어는 2008년도 〈일본 게임 대상〉에서 대상 수상을 수상했으며 동시에 베스트 세일즈상도 수상했다.
구성품 중 하나인 「Wii 밸런스 보드」에 올라 타 체중 측정이나 비만도 지수(BMI; Body Mass Index), 몸의 밸런스 측정으로 현재 자신의 몸 상태를 확인한다. 또 측정 결과에 따라 몸의 밸런스가 맞혀지도록 다양한 피트니스를 제공하는 여러 가지 트레이닝을 실시한다.

## 소프트웨어

### 구성품
- 〈Wii Fit〉 소프트웨어
- Wii 보드 밸런스 시스템(Wii 보드 밸런스 시스템이 동봉되지 않은 것도 있다.)
- Wii 보드 높이 조절 부품
- 작동 확인용 AA 알칼리 건전지 네개

- 이 게임을 즐기려면 Wii 본체가 별도로 필요하다.

### 주요 트레이닝

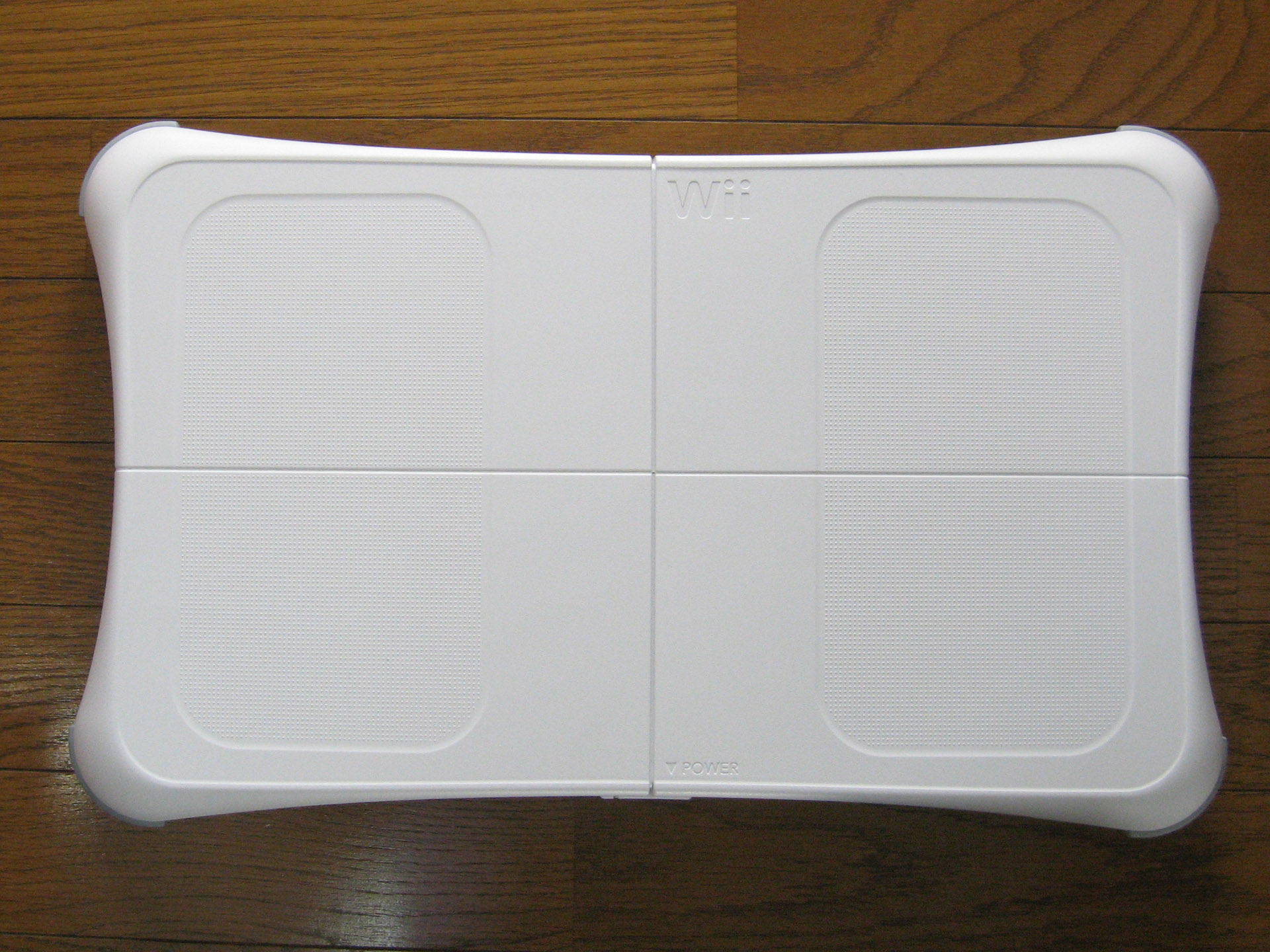
Wii 보드 밸런스 시스템

「요가」 「근력 트레이닝」 「유산소 운동」 「밸런스 게임」네 장르, 총 48개 종류의 트레이닝이나 운동 감각을 향상시키는 트레이닝이 탑재되었다. 처음은 일부 트레이닝밖에 플레이 할 수 없지만 플레이 하면 할수록 쌓이는 운동 저금에 저축된 시간이 많을수록 즐길 수가 있는 트레이닝의 수가 증가해 간다.(닌텐도 DS의 소프트웨어인 《매일매일 DS 두뇌 트레이닝》처럼 저축 시간이 늘어나면 난이도도 직접 선택할 수 있게 되기도 한다.) 결과는 각 트레이닝의 각 난이도마다 채점되어 순위도 발표된다. 네개의 모든 장르의 트레이닝 감수와 총 지휘자는 마쓰이 카오루이다.

## 평가
| 평가 |        |
| --- | ------ |
| 통합 점수 통합사 점수 게임랭킹스 81.18% [ 2 ] 메타크리틱 80/100 [ 3 ] 평론 점수 평론사 점수 1UP.com B+ [ 4 ] CVG 6.8/10 [ 5 ] 유로게이머 8/10 [ 6 ] 게임 레볼루션 C+ [ 7 ] 게임스팟 7.0/10 [ 8 ] IGN 8.0/10 [ 9 ] ONM 91% [ 10 ] 엑스플레이 4/5 [ 11 ] |        |
| 통합 점수 |        |
| 통합사 | 점수   |
| 게임랭킹스 | 81.18% |
| 메타크리틱 | 80/100 |
| 평론 점수 |        |
| 평론사 | 점수   |
| 1UP.com | B+     |
| CVG | 6.8/10 |
| 유로게이머 | 8/10   |
| 게임 레볼루션 | C+     |
| 게임스팟 | 7.0/10 |
| IGN | 8.0/10 |
| ONM | 91%    |
| 엑스플레이 | 4/5    |

## 같이 보기
- 피트니스 복싱